# Seppio Lesio
Seppio Lesio (in latino Seppius Lesius; III secolo a.C. – III secolo a.C.) è stato un condottiero sannita, ultimo meddix tuticus di Capua nel 211 a.C..

## Biografia
Seppio Lesio era di umili origini ed era orfano di padre; secondo Tito Livio, l'aruspice, dal quale si recò la madre di Lesio, le disse che quest'ultimo avrebbe ricoperto la carica più alta, ossia quella di meddix tuticus, cosa che avvenne nel 211 a.C.. Lesio fu alleato di Annibale durante la seconda guerra punica. Secondo Livio, Lesio fu l'ultimo meddix tuticus di Capua durante l'assedio della città nel 211 a.C.